# Thương hội

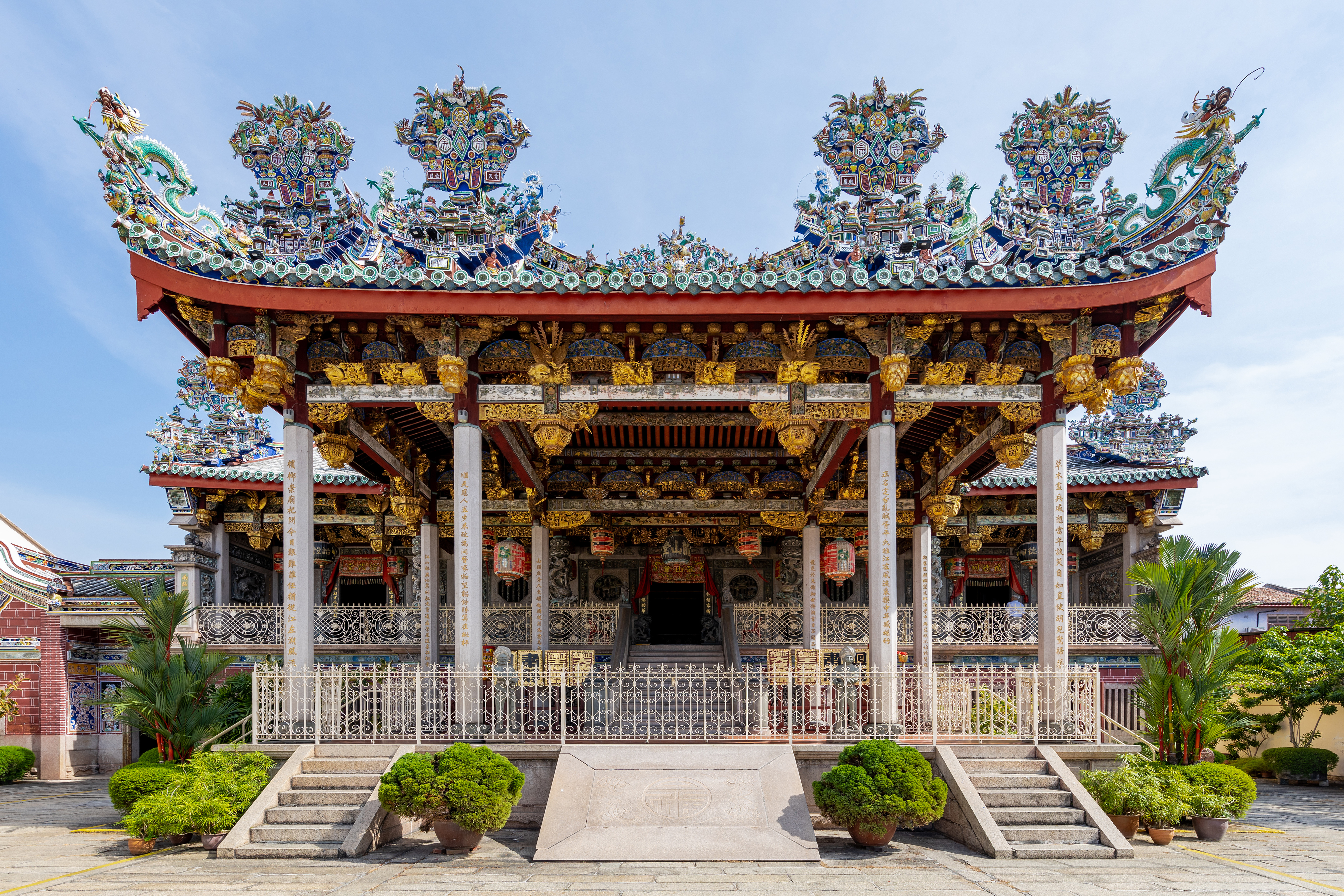
Hội quán họ Khâu ở Georgetown, Penang, Malaysia

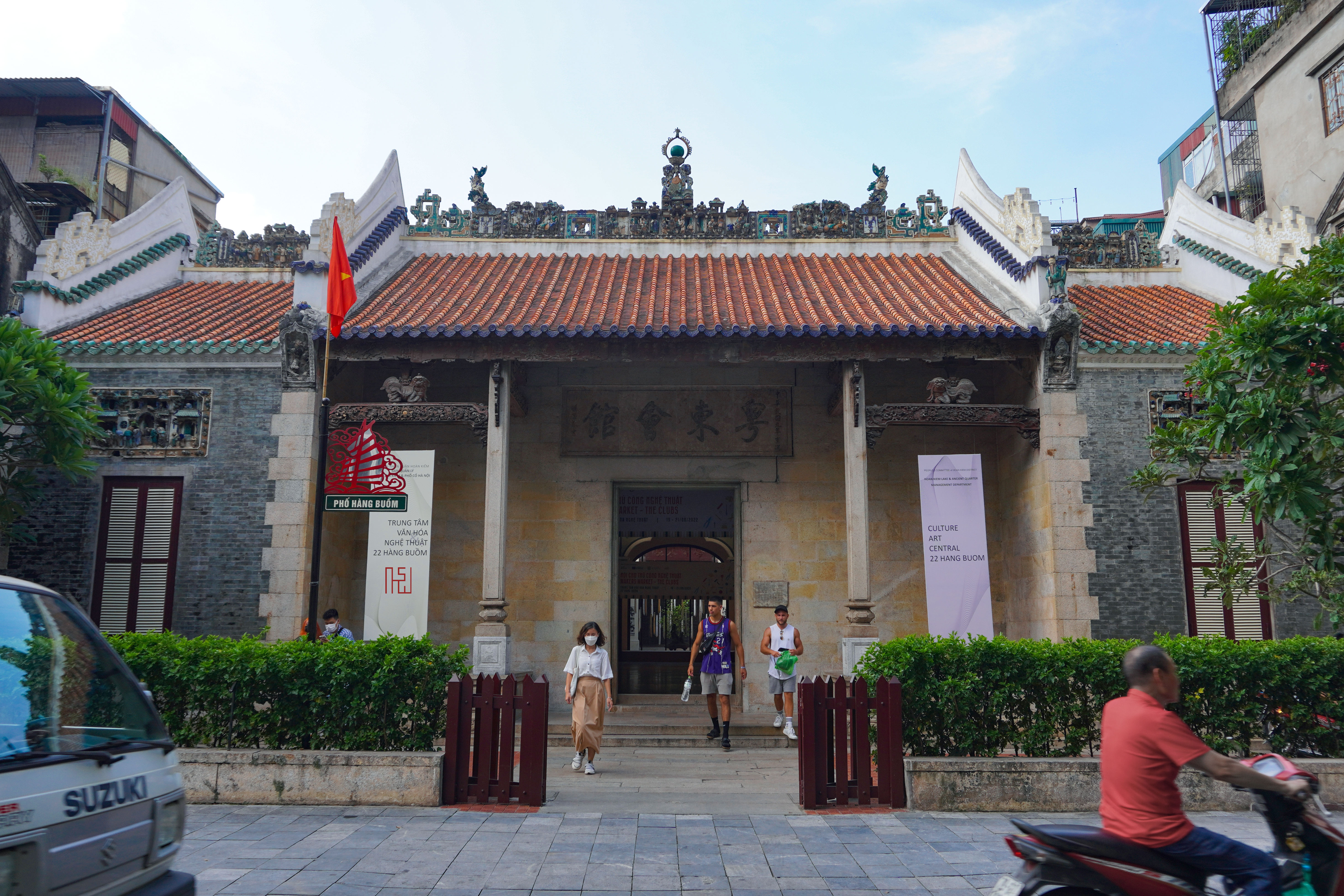
Hội quán Quảng Đông ở Hà Nội, Việt Nam - hiện là trung tâm văn hóa nghệ thuật số 22 Hàng Buồm

Thương hội, hay còn gọi là hội quán (phồn thể: 會館; giản thể: 会馆; bính âm: huìguǎn; Việt bính: wui6gun2) trong tiếng Quảng Đông hay công ty (tiếng Trung: 公司; bính âm: gōngsī; Wade–Giles: kung-ssu; Bạch thoại tự: kong-si) trong tiếng Mân Nam, đều có nghĩa là thiết chế công ty khi hiểu theo nghĩa hiện đại, đặc biệt là việc hợp nhất các doanh nghiệp nhỏ lẻ thành mô hình tập đoàn. Tuy nhiên, những cụm từ này còn có các ngữ nghĩa khác tùy thuộc vào từng bối cảnh lịch sử khác nhau. Thương hội từng được biết đến nhiều nhất là các tổ chức xã hội của người Hoa hoặc các hiệp hội, công ty, tuy nhiên thuật ngữ này còn được dùng để chỉ đến vô số các thiết chế khác nhau trong cộng đồng người Hoa.